# Battaglia dell'isola di Bouin
La battaglia dell'isola di Bouin è stata una battaglia della Prima guerra di Vandea combattuta il 6 dicembre 1793 nell'isola di Bouin (Vandea).

## La battaglia
Il 6 dicembre 1793, i repubblicani comandati dal generale Nicolas Louis Jordy tentarono di sorprendere i vandeani di François Charette che avevano lasciato Beauvoir-sur-Mer e si erano rifugiati sull'isola di Bouin. I repubblicani lanciarono l'attacco mentre i vandeani stavano costruendo una ridotta, il 57º e 77º battaglione attaccarono sui lati mentre il 10º battaglione del Meurthe ingaggiò i vandeani in corpo a corpo così da evitargli la fuga.

I vandeani non erano affatto in grado di difendersi, con i militari c'erano infatti numerose donne e gli uomini erano stanchi dalle lunghe marce e dai festeggiamenti che avevano fatto la notte prima. Dopo una breve resistenza, i repubblicani mandarono l'esercito vandeano in rotta, tuttavia per i repubblicani fu un mezzo successo dato che Charette e la maggior parte dei suoi uomini erano riusciti a fuggire, anche se abbandonarono 500 cavalli e 13 cannoni.
Più di 900 prigionieri repubblicani furono rilasciati, numerose donne che seguivano i loro uomini non riuscirono a seguirli nella fuga e si rifugiarono in una chiesa di Bouin, i repubblicani però li considerarono prigioniere nemiche e successivamente le ghigliottinarono. Secondo Jordy le perdite tra i suoi uomini furono di 19 uomini uccisi e di 83 feriti, di cui 8 gravemente; le perdite vandeane sarebbero state all'incirca di 200 morti.